# 鮋形目
鮋形目（學名：Scorpaeniformes）為輻鰭魚綱新鰭亞綱棘鰭總目的其中一目，为肉食性鱼类。本目的分类归属尚无定论：鑒於與鱸科的親近關係，本目被若干专业学者视為鱸形目的同物異名。

## 分類
在2017年的《硬骨魚支序分類》，其下在舊有的7個亞目現已全部合併到鱸形目及海龍魚目，如下：
- 黑鮋亞目（裸蓋魚亞目，Anoplopomatoidei）
- 杜父魚亞目（Cottoidei）
- 飛角魚亞目（Dactylopteroidei）（現歸類為海龍魚目）
- 六線魚亞目（Hexagrammoidei）
- 諾曼魚亞目（Normanichthyiodei）
- 牛尾魚亞目（Platycephaloidei）
- 鮋亞目（Scorpaenoidei）